# Pap Gyula (sakkozó)
Pap Gyula (Szekszárd, 1991. április 20. –) magyar sakkozó, nemzetközi nagymester, U20 junior magyar bajnok.

## Pályafutása
2006-ban és 2007-ben tagja volt az U16-sakkolimpián a magyar válogatott csapatnak, amely 2006-ban a 4. helyet, 2007-ben a 2. helyet szerezte meg. Ez utóbbi alkalommal Pap Gyula a mezőny legjobb eredményét érte el.
Három alkalommal volt tagja az U18 Európa-bajnokságon szereplő magyar válogatottnak. 2006-ban a csapat 6. lett, 2008-ban a 2. helyet szerezték meg, itt Pap Gyula a mezőny legjobb eredményét érte el. 2009-ben a csapat 1. helyezést ért el, Pap Gyula a mezőny 2. legjobb eredményét nyújtotta.
2008-ban és 2010-ben tagja volt a MITROPA Kupán 2. helyet elért magyar csapatnak, 2010-ben a mezőny legjobb eredményét érte el.
2007-ben lett nemzetközi mester, 2011-ben kapta meg a nemzetközi nagymesteri címet. A három nagymesteri norma teljesítése: 2. hely First Saturday GM torna Budapest (2009. március), 2. hely Savaria Summer GM 2010 torna Szombathely és 2. hely a 10. Rohde open Sautron (Nantes elővárosa) (2010).
2011-ben megnyerte az U20 korosztályos junior magyar bajnokságot, a felnőtt magyar bajnokságon holtversenyben a 3-4. helyen végzett.
2013-ban a magyar bajnokság 3. helyezettje lett.

## Versenyeredményei
Győzött vagy sikeresen szerepelt több versenyen:
- 3-5. hely (11 évesen) Paks Open (2002)[12]
- 2. hely First Saturday FM torna Budapest (2002. március),
- 2. hely kupatorna Paks (2003),[13]
- 2. hely ifjúsági U20 magyar bajnokság (2008),
- 2. hely First Saturday GM torna Budapest (2010. február)
- 2. hely First Saturday GM torna Budapest (2010. július).[14]
- 1. hely First Saturday GM torna Budapest (2009. március),
- 2. hely Savaria Summer GM 2010 Szombathely[15]
- 2. hely 10. Rohde Open in Sautron (Nantes elővárosa) (2010)
- 1. hely Nemzetközi bajnokság, Szerbia (2012)[16]
- 3. hely Magyar bajnokság döntő (2013)[17]
- 1. hely First Saturday GM torna Budapest (2016. szeptember)[18]

2016. júniusban az Élő-pontszáma a klasszikus sakkban 2527, amivel a 20. helyen állt az aktív magyar sakkozók ranglistáján. A rapid-sakkban 2563, a villámsakkban (blitz, schnell) 2562 a pontszáma. Legmagasabb Élő-pontszáma 2578 volt 2012. augusztusban.